# 鏈炮

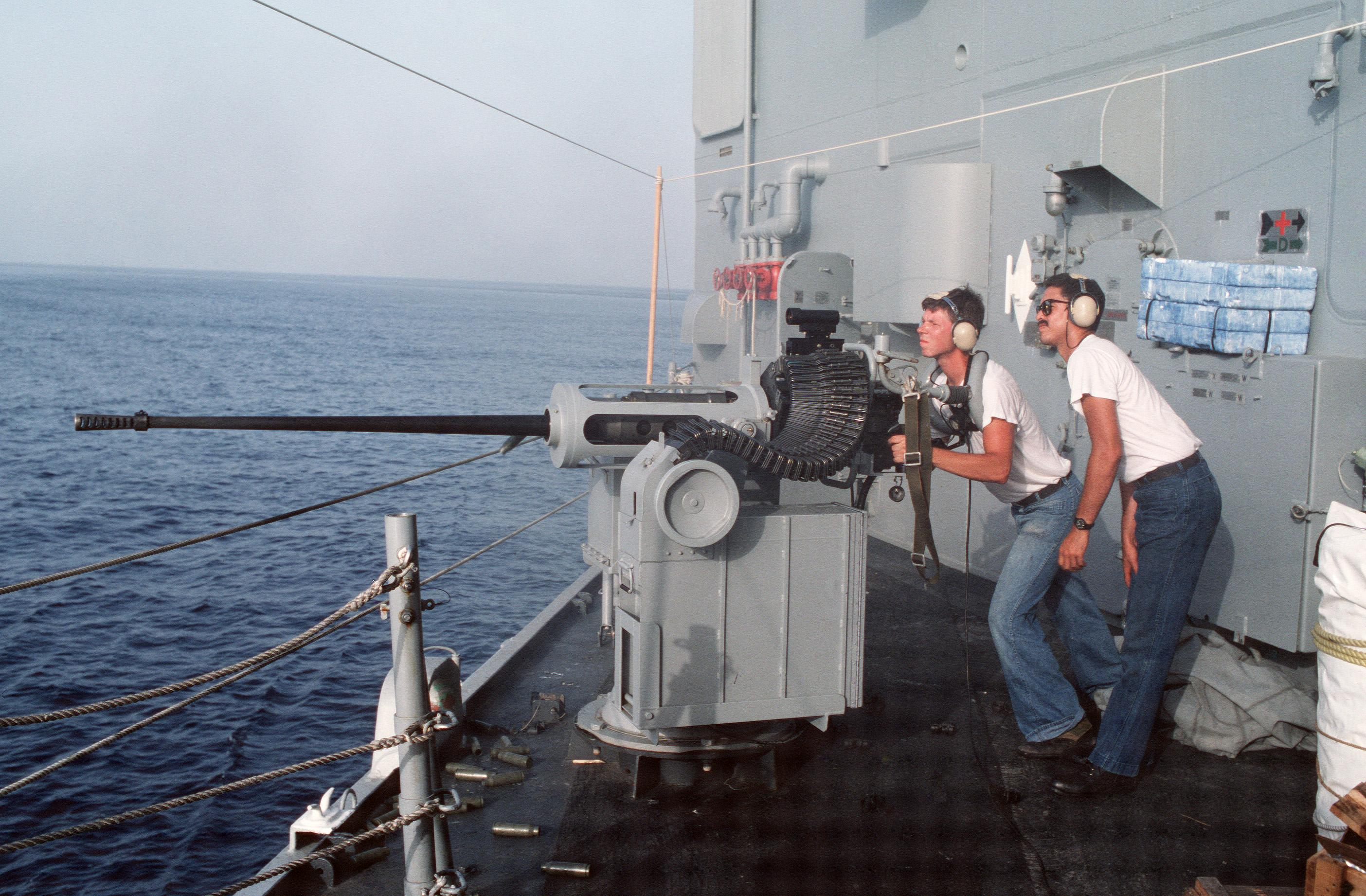
安裝在尼古拉斯號 (FFG-47)的M242 Mk38鏈炮

鏈炮是一種使用外部動力來進行給彈、裝填、閉鎖、擊發、開鎖、退殼、拋殼、待發動作的自動武器。它不像典型的自動武器那樣藉由彈藥擊發後，推送藥燃燒產生的氣體或後座力為動力，而是通過外部的電動或氣動馬達為動力，並採用類似於摩托車或自行車上使用的鏈條驅動來完成武器每發之間的射擊循環。因此與「機炮」一詞不可相混淆。

## 歷史
1972年，休斯直升機公司開始了一項自行出資的研究工作，旨在設計一種單管火炮來發射美國陸軍的M50 20公釐彈藥。到 1973 年 4 月，該計畫原型（A 型）已進行威力更大的30公釐彈藥的試射。1975年1月，增加了型號“C”，這是用於先進攻擊直升機計畫（Advanced Attack Helicopter；AAH）YAH-64 的版本；該直升機後來被美國陸軍採用並被稱為AH-64「阿帕契」直昇機，採用C型為其標準武裝（正式列裝名稱為M230鏈炮）。1976 年，休斯直升機公司為鏈砲請了專利，此後又進一步發展成其他幾個不同口徑的火炮系統。
經過各家國防系統承包商不斷的併購及整合後，截至 2019 年，鏈炮（英文：Chain gun）是诺格创新系统“外部動力自動火炮”（externally-powered machine guns）的註冊商標。

## 設計
鏈炮與其他類型的自動火炮間存有一些差異。雖然格林機槍也可以使用外部動力來完成武器每發之間的射擊循環，但它們有複數旋轉槍管（與鏈炮不同）並且發射的動作是由複雜的旋轉凸輪機構而不是鏈條完成的。一般「後座作用」也稱「槍管後座式」的自動武器（例如大多數機槍、機炮、突擊步槍、衝鋒槍等）透過彈藥擊發時火藥燃氣產生的能量為射擊循環提供動力，而非外部動力。由於彈藥可能會有不發彈、走火或發射時燃氣力量不足以推動槍機完成射擊循環，這種基本作動原理會影響此類武器的可靠性。
相比之下，鏈炮由外部動力驅動的鏈條完成武器的射擊循環，鏈條圍繞四個鏈輪以矩形迴路運動，鏈輪對其施加張力。鏈條的一節連接到螺栓組件，來回移動它以給彈、裝填、閉鎖、擊發、開鎖、退殼、拋殼、待發。
不發彈並不會停止鏈炮的作動，因為武器會使用外部動力提供的能量來裝載下一輪子彈；它只是被彈出。因此相較於傳統自動武器，鏈炮的工作原理相對可靠。

## 實例
| 型號                         | 口徑               | 載具 |
| ---------------------------- | ------------------ | --- |
| L94A1                        | 7.62×51mm          | 挑戰者2戰車和戰士步兵戰車等裝甲戰鬥車 |
| Profense PF 50               | 12.7×99mm          | 實驗性質目前未正式列裝 |
| 諾斯羅普·格魯曼公司Sky Viper | 20×102mm           | M230的實驗衍生品，用於競標新一代「未來攻擊偵察機」（FARA）的機砲固定武裝。                                                                        |
| M242 巨蝮                    | 25×137mm           | M2布雷德利裝步戰車和LAV-25 、Mk 38 Mod 2武器載台（安裝在軍艦上）                                                                                  |
| Mk44 巨蝮二式                | 30×173mm           | 裝甲戰鬥車如CV90，Mk 46 Mod 2艦砲武器系統（Gun Weapon System，GWS）(安裝在軍艦上)                                                                 |
| M230                         | 30×113mmB          | AH-64 阿帕契 |
| 巨蝮三式                     | 35×228mm           | 裝甲戰鬥車如CV90 |
| 巨蝮四式                     | 40×365mmR          | 使用與博福斯40公釐快炮相同的彈藥。 |
| XM813巨蝮二式                | 30x 173mm 40×180mm | 以Mk44 巨蝮二式為基礎改進而來，装备在M1126史崔克裝甲運兵車和M2布雷德利裝步戰車上 這兩款載具升級使用，可透過改變其中五個部件，將口徑升級至40公釐。 |
| XM913巨蝮三式                | 50×319mm           | 實驗性質目前未正式列裝，可發射具PLC功能的XM1204高爆空爆彈。砲手可以從三種引爆模式中進行選擇。                                                     |